# Austinornis
Austinornis is een geslacht van uitgestorven vogels uit het Laat-Krijt van het huidige Noord-Amerika, behorend tot de Pangalliformes.
In 1876 vond Benjamin Franklin Mudge een voet van een vogel in Collin County, Texas bij Fort McKinney. Hij zond het fossiel naar professor Othniel Charles Marsh.
In 1877 benoemde Marsh het als een nieuwe soort van Graculavus: Graculavus lentus, 'de trage' omdat de voet relatief kort was. In 1880 hernoemde Marsh de soort in een Ichthyornis lentus. Later werd geopperd dat de soort gelijk zou zijn aan de moderne Pedioecetes phasianellus, het stekelstaarthoen, waarna in 1923 Theodore Dru Alison Cockerell er de combinatie Pedioecetes lentus van maakte. In 2004 maakte Julia Clarke er het aparte geslacht Austinornis van, genoemd naar de vindplaats in de Austin Chalk en dit combinerend met een Oudgrieks ὄρνις, órnis, 'vogel'. Opmerkelijk is dat Clarke het taxon meteen definieerde als clade: de groep bestaande uit alle taxa nauwer verwant aan YPM 1796 (lentus Marsh 1877 holotype specimen) dan aan Phasianus gallus Linnaeus 1758, Crax rubra Linnaeus 1758, en Megapodius freycinet Gaimard 1823. Deze definitie was provisorisch, voor het geval de PhyloCode van kracht ging. Ze hoopte ook dat de PhyloCode überhaupt een einde zou maken aan binominale soortnamen en het taxon door het leven zou kunnen gaan als een Pangalliformes lentus.
Het holotype is specimen YPM 1796, dat gevonden is in kalksteen van de Austin Chalk die wellicht dateert uit het Coniacien-Santonien. Het bestaat uit de onderste twee centimeter van een linkermiddenvoet of tarsometatarsus. Het specimen toont enkele typische kenmerken van Galliformes, zoals een goed ontwikkelde groeve voor het eerste middenvoetsbeen, richels op de zoolzijde die de afgrenzingen van de spieren aangeven en een buitenste gewrichtsschijf van het derde middenvoetsbeen die sterker ontwikkeld is dan de binnenste. Gezien de ouderdom plaatste Clarke Austinornis niet in de Galliformes maar in de klade die de tak vormt naar de Galliformes: de voor de gelegenheid benoemde Pangalliformes. Austinornis is dan de oudste bekende verwant van de nauwere groep waartoe alle hoenders horen en daarmee een zeldzaam voorbeeld van een soort uit het Mesozoïcum die een vertegenwoordiger is van een vrij afgeleide deelgroep van de Neornithes, de moderne vogels. Zoals Clarke zelf al beklemtoonde, zijn deze conclusies wegens het beperkte karakter van de resten erg onzeker.